# 노플레이스

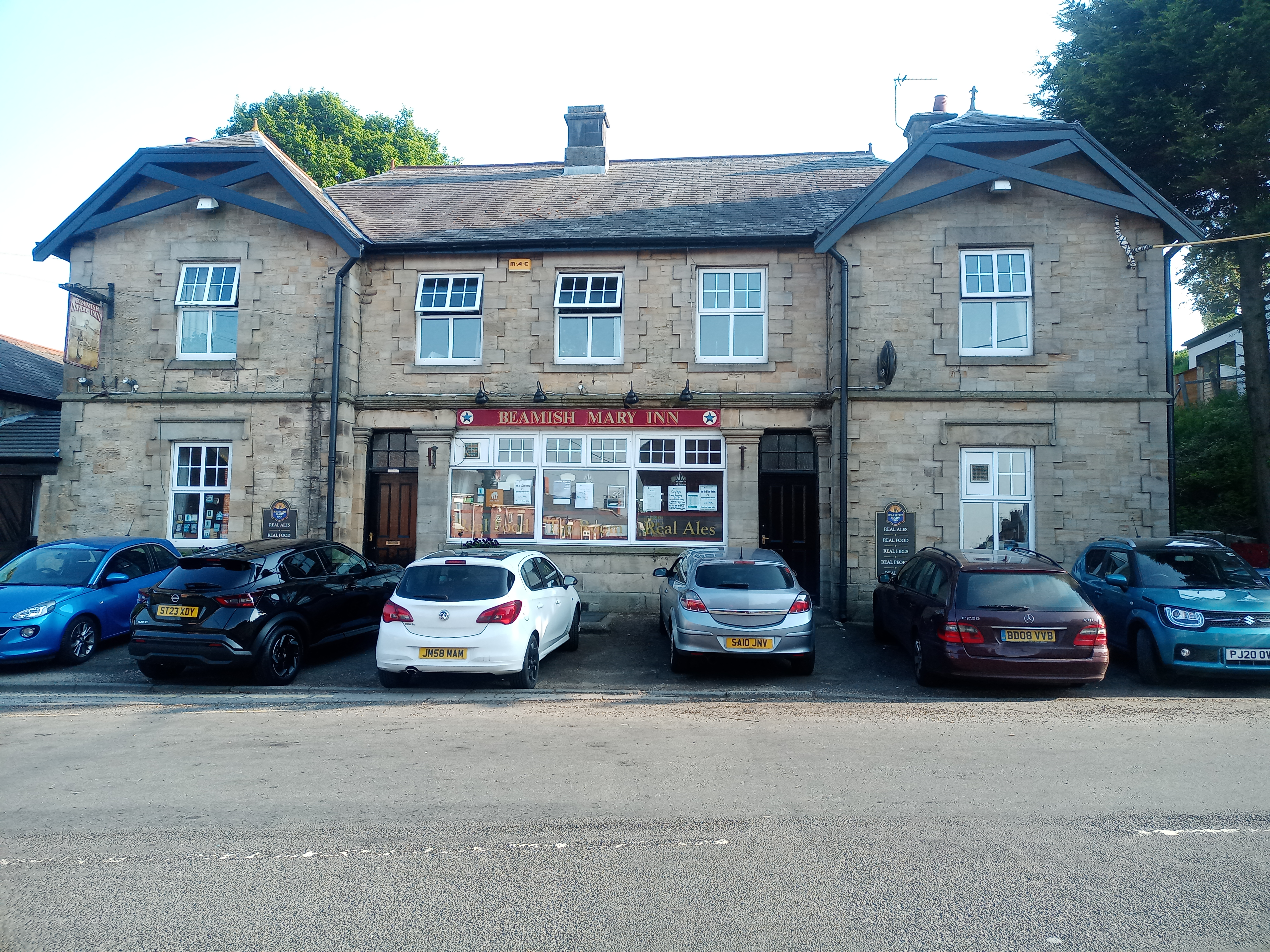
비미시 메리 인 "노플레이스"

노플레이스(No Place)는 영국 더럼주의 스탠리 마을 근처, 스탠리 동쪽, 비미시(Beamish) 서쪽의 작은 마을이다. A693 남쪽에 위치한 이곳에는 수상 경력이 있는 리얼 에일 펍인 비미시 메리 인(Beamish Mary Inn, 1897년에 설립되었으며 원래 '레드 로빈'으로 알려짐)이 있으며 비미시 메리 탄광 근처에 있다. 지역 교회는 "틴 채플"(Tin Chapel)로 알려져 있다.